# Tanaostigmodes punctus
Tanaostigmodes punctus är en stekelart som beskrevs av Lasalle 1987. Tanaostigmodes punctus ingår i släktet Tanaostigmodes och familjen Tanaostigmatidae. Inga underarter finns listade i Catalogue of Life.